# (38031) 1998 QN36
1998 QN36 (asteroide 38031) é um asteroide da cintura principal. Possui uma excentricidade de 0.12919750 e uma inclinação de 22.97392º.
Este asteroide foi descoberto no dia 17 de agosto de 1998 por LINEAR em Socorro.